# Parnassius glacialis
Parnassius glacialis, bướm Apollo băng hà hay bướm Apollo mây Nhật Bản, là một loài bướm ngày sống trên những vùng cao được tìm thấy ở Nhật Bản, miền đông Trung Quốc và Hàn Quốc. Nó là một thành viên của chi Parnassius thuộc họ Bướm phượng.

## Mô tả
Nó lớn hơn nhiều so với Parnassius stebendorfi mà nó từng được coi là một phân loài của. Điểm trung tâm màu xám đen của tế bào đôi khi được nối với điểm tế bào đỉnh bằng cách phủ bụi mịn dọc theo các mặt của tế bào, và dải dưới rìa của cánh trước ít nhiều khác biệt và hoàn chỉnh. Vùng bụng sau đen sâu như tế bào, có nhiều lông trắng; trên và dọc theo các tĩnh mạch bụi đen. Cổ áo, hai bên mép và bụng có lông màu vàng hoặc vàng đỏ. Mặt dưới cánh hơi vàng. Trong một số mẫu vật Nhật Bản (từ Hakodate), các đốm tế bào và dải dưới rìa của cánh trước đã hoàn toàn biến mất, hoặc chỉ được hiển thị rất mờ.

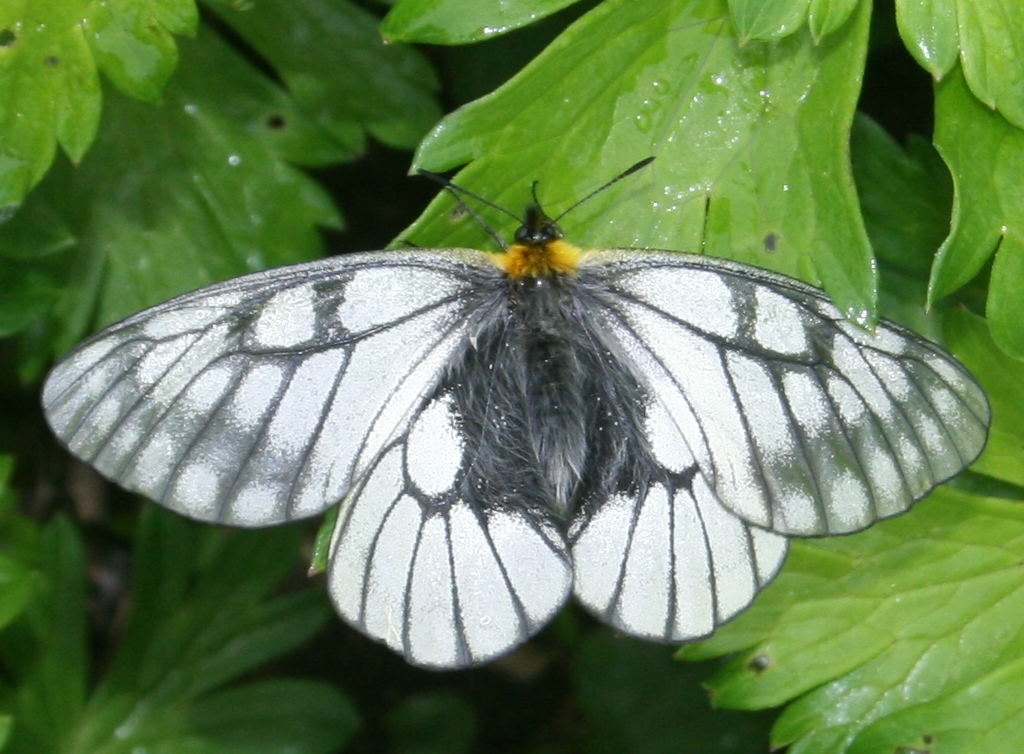
Ở núi Ryōzen, Nhật Bản

## Phân loại
Có 15 phân loài. P. glacialis đã được coi là một phân loài của Parnassius stebendorfi nhưng điều này bị Takashi et al bác bỏ. 2001, những người đã chỉ ra rằng các phân loài của glacialis từ Hàn Quốc và Nhật Bản có thể là một loài trong khi những loài từ đất liền Trung Quốc là loài khác.
Để xem danh sách các loại phân loài trong Bảo tàng Anh (Lịch sử Tự nhiên), xem Ackery, P. R. (1973) Danh sách các loại mẫu vật của Parnassius (Lepidoptera: Papilionidae) trong Bảo tàng Anh (Lịch sử Tự nhiên). Bản tin của Bảo tàng Anh (Lịch sử Tự nhiên) Côn trùng học 29 (1) (9.XI.1973): 1—35, 1 pl. trực tuyến tại đây

## Phân bố
Nó được tìm thấy ở miền đông Trung Quốc, Hàn Quốc và Nhật Bản.

## Tình trạng
Loài bướm này khá phổ biến nhưng bị đe dọa bởi quá trình đô thị hóa ở một số khu vực.

## Nhận biết
Loài bướm Parnassius thường khó xác định và đôi khi chỉ có thể xác định được bằng cách mổ xẻ cơ quan sinh dục. Ackery, P.R. (1975) cung cấp một cách nhận biết chủ chốt có sẵn trực tuyến.

## Hình ảnh

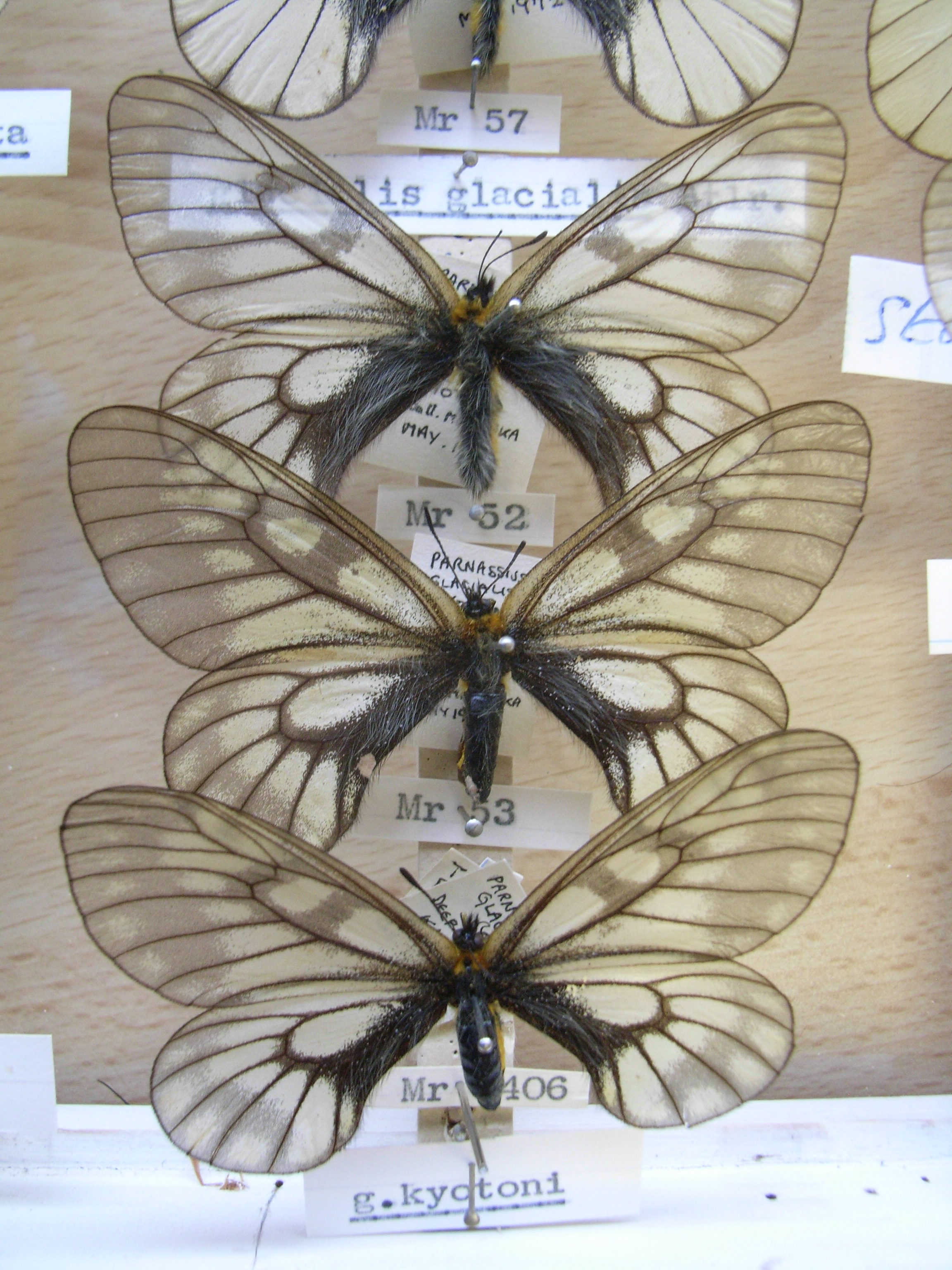
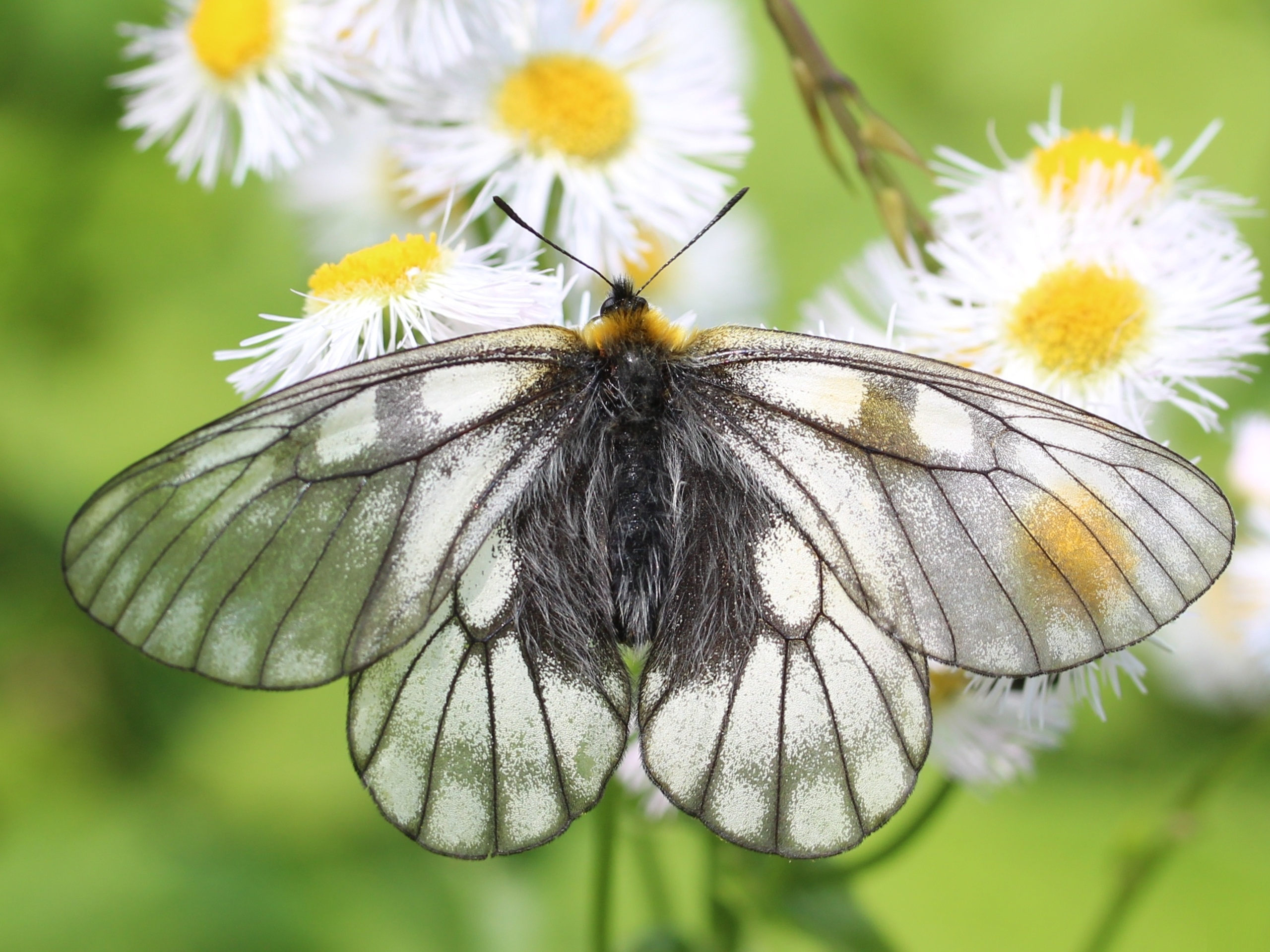
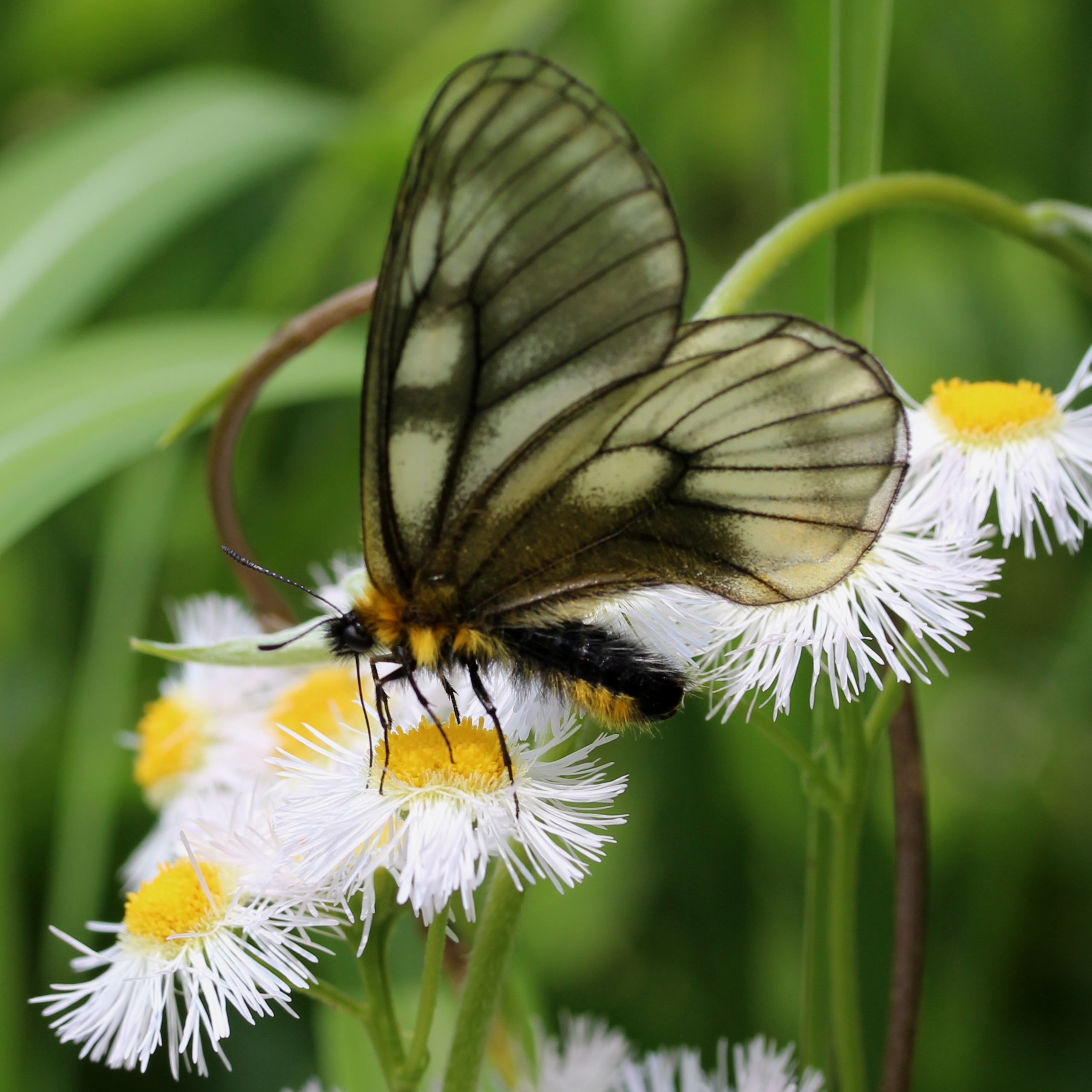